# Dendrobium cleistogamum
Dendrobium cleistogamum är en orkideart som beskrevs av Rudolf Schlechter. Dendrobium cleistogamum ingår i släktet Dendrobium, och familjen orkidéer. Inga underarter finns listade i Catalogue of Life.